# Austrolittorina antipodum
Austrolittorina antipodum är en snäckart som först beskrevs av Philippi 1847.  Austrolittorina antipodum ingår i släktet Austrolittorina och familjen strandsnäckor. Inga underarter finns listade i Catalogue of Life.